# Liah
Liah, seudónimo de Eliane Soares da Silva, conocida también como Liah Soares (Tucuruí, Pará, 18 de enero de 1980), es una cantautora brasileña.

## Biografía
Liah nace en el seno de una familia conservadora, desde niña Liah mostró interés por los instrumentos musicales. Participó en su primer festival musical con sólo 12 años de edad. A los 14 años, abandona la casa de sus padres en São Domingos do Araguaia dispuesta a vivir de música, trasladándose con algunos parientes a la ciudad de Santa Catarina. Posteriormente, se mudó a Sao Paulo sola y, donde vivió entre bares y habitaciones alquiladas. En el 2000, a los 19, compuso "Fotos no Espelho" para la cantante y presentadora Angélica. A partir de ahí compuso canciones para otros artistas brasileños. Se inició, así, una intensa actividad como compositora, la que en el 2003 le llev a firmar su primer contrato discográfico con la discográfica EMI.
En 2003 lanzó su primer sencillo, "Garotas Choram Mais", que pronto alcanzó una gran difusión en las radios brasileñas. La segunda canción lanzada, "Poesia e Paixão" alcanzó el primer lugar en Brasil e hizo que el primer disco de la cantante, el homónimo Liah, alcanzara alrededor de 350 mil copias vendidas, conquistando un doble disco de platino. En 2004 canción "O Amor é Mais" formó parte de la banda sonora oficial de la undécima temporada de Malhação. El 24 de abril de 2005, a través de EMI lanza el segundo álbum, Perdas e Ganhos, que incluía el primer sencillo "Sere Nere", que contó con la participación del cantante italiano Tiziano Ferro.
En 2006 Liah rompe con la discográfica EMI por sentirse presionada a encuadrarse en la imagen de cantante de pop rock. En 2007 firma con Som Livre, inspirándose en la imagen y sonoridad de la cantante Colbie Caillat. En el mismo año se lanza el sencillo "Livre", marcando la nueva fase de su carrera. En 2008 se lanzan como canciones promocionales antes del lanzamiento de su nuevo disco "Algo Mudou" y "E Não Vou Mais Deixar Você Tão Só", para la banda sonora de la telenovela Três Irmãs. El 10 de febrero de 2009 se realiza el lanzamiento del álbum Livre que es su primer trabajo para Som Livre, trayendo como últimos singles "Do Avesso" y "Outra Porta". El 20 de octubre de 2012 lanza su cuarto álbum Quatro Cantos, que incluye el sencillo "Todos os Cantos". En 2012 pasó a integrar el elenco de la 1ª temporada de The Voice Brasil.

## Discografía

### Álbumes
Álbum en estudio
- 2004 - Liah+ 1.000.000
- 2005 - Perdas e Ganhos + 100.000
- 2009 - Livre + 50.000
- 2012 - Quatro cantos + 5.000

Álbum en Vivo
- 2015 - Ao Vivo no Theatro da Paz + 1.000

EP
- 2014 - O som é o sol
- 2016 - Filha de Belém

### Sencillos
- 2003 - "Garotas choram mais"
- 2004 - "Poesia é paixão"
- 2004 - "O amor é mais"
- 2005 - "Sere nere-Tarde negra"
- 2005 - "Tarde demais"
- 2006 - "Perdas e Ganhos"
- 2007 - "Liah"
- 2008 - "Algo mudou"
- 2008 - "Eu não vou mais deixar você tão só"
- 2009 - "Outra porta"
- 2011 - "Todos os cantos"
- 2012 - "Nossa música"
- 2014 - "Você por perto"
- 2016 - "Vem me ver"
- 2017 - "Um mais um"
- 2018 - "Tô Chegando"